# Мбея (регион)
Мбея е един от 26-те региона на Танзания. Разположен е в южната част на страната и граничи с Малави и Замбия. Площта на региона е 60 350 км². Населението му е 2 707 410 жители (по преброяване от август 2012 г.). Столица на региона е град Мбея.

## Окръзи
Регион Мбея е разделен на 8 окръга: Чуня, Мбарали, Мбози, Рунгуе, Кайела, Иледже, Мбея - селски и Мбея - градски.